# العلاقات التشيكية الغامبية
العلاقات التشيكية الغامبية هي العلاقات الثنائية التي تجمع بين التشيك وغامبيا.

## مقارنة بين البلدين
هذه مقارنة عامة ومرجعية للدولتين:
| وجه المقارنة                                              | التشيك                                                                            | غامبيا       |
| --------------------------------------------------------- | --------------------------------------------------------------------------------- | ------------ |
| المساحة (كم2)                                             | 78.87 ألف                                                                         | 11.30 ألف    |
| عدد السكان (نسمة)                                         | 10.52 مليون                                                                       | 2.10 مليون   |
| الكثافة السكانية (ن./كم²)                                 | 133.38                                                                            | 185.84       |
| العاصمة                                                   | براغ                                                                              | بانجول       |
| اللغة الرسمية                                             | اللغة التشيكية                                                                    | لغة إنجليزية |
| العملة                                                    | كرونة تشيكية، كرونة تشيكوسلوفاكية                                                 | دالاسي غامبي |
| الناتج المحلي الإجمالي (بليون دولار)                      | 215.73 مليار                                                                      | 1.01 مليار   |
| الناتج المحلي الإجمالي (تعادل القوة الشرائية) بليون دولار | 356.15 مليار                                                                      | 3.34 مليار   |
| الناتج المحلي الإجمالي الاسمي للفرد دولار أمريكي          | 17.55 ألف                                                                         | 471          |
| الناتج المحلي الإجمالي للفرد دولار أمريكي                 | 31.19 ألف                                                                         |              |
| مؤشر التنمية البشرية                                      | 0.878                                                                             | 0.441        |
| رمز المكالمات الدولي                                      | +420                                                                              | +220         |
| رمز الإنترنت                                              | .cz                                                                               | .gm          |
| المنطقة الزمنية                                           | ت ع م+01:00، ت ع م+02:00، توقيت وسط أوروبا، توقيت وسط أوروبا الصيفي، أوروبا/براغ ‏ | 00           |

## منظمات دولية مشتركة
يشترك البلدان في عضوية مجموعة من المنظمات الدولية، منها:
| علم المنظمة | اسم المنظمة                               | تاريخ انضمام التشيك | تاريخ انضمام غامبيا |
| ----------- | ----------------------------------------- | ------------------- | ------------------- |
|             | مؤسسة التنمية الدولية                     | 1993                | 18 أكتوبر 1967      |
|             | يونسكو                                    | 22 فبراير 1993      | 1 أغسطس 1973        |
|             | مؤسسة التمويل الدولية                     | 1993                | 19 سبتمبر 1983      |
|             | منظمة حظر الأسلحة الكيميائية              | ?                   | ?                   |
|             | الأمم المتحدة                             | 19 يناير 1993       | 21 سبتمبر 1965      |
|             | الاتحاد الدولي للاتصالات                  | 1993                | 27 مايو 1974        |
|             | منظمة الشرطة الجنائية الدولية             | ?                   | ?                   |
|             | البنك الدولي للإنشاء والتعمير             | 1993                | 18 أكتوبر 1967      |
|             | الاتحاد البريدي العالمي                   | ?                   | ?                   |
|             | المركز الدولي لتسوية المنازعات الاستشارية | 22 أبريل 1993       | 26 يناير 1975       |
|             | وكالة ضمان الاستثمار متعدد الأطراف        | 1993                | 11 سبتمبر 1992      |
|             | منظمة التجارة العالمية                    | ?                   | ?                   |

## وصلات خارجية
- موقع وزارة الخارجية التشيكية
- موقع وزارة الخارجية الغامبية